# Slavhandeln på Svarta havet
| Slavhandeln på Svarta havet |
| --- |
| Handelsvägar i Östeuropa under 900-talet. - Betydelse – slavhandel via Svarta havet - Bakgrund – antiken, fram till 1900-talet - Ekonomi – viktig inkomstkälla för Krimkhanatet och Osmanska riket - Relaterade ord – tjerkessiska skönheter |

Slavhandeln på Svarta havet förekom under antiken. Svarta havet utgjorde mellan antiken och fram till 1800-talet ett centrum för slavhandeln mellan Europa och resten av världen. Svarta havet var en region som historiskt befann sig gränsområdet för många imperier, erövringar och handelsleder som sidenvägen, vilka alla utgjorde en idealisk grund för en slavhandel av krigsfångar sålda längs handelslederna.
Under antiken såldes slavar via de grekiska och romerska städerna längs Svarta havet. Handeln skedde vidare till Medelhavsvärlden och österut till Asien längs sidenvägen. 
Under tidig medeltid var Svarta havet länge en av de två rutterna som utgick från Volgas handelsrutt och genom vilken slavar exporterades till Bysantinska riket; den andra leden exporterade slavar till Arabvärlden via Kaspiska havet. Under senmedeltiden var de italienska städerna på Krim och längs Svarta havets stränder centrum för slavhandeln till Italien, Iberiska halvön och Egypten. 
Slavhandeln var en av de främsta inkomstkällorna för Krimkhanatet (1441–1783), och en av de största källorna för slavmarknaderna i Osmanska riket och Mellanöstern från 1400-talet och fram till 1700-talets slut. Slavarna tillfångatogs av Nogajhorden (som lydde under khanatet), alternativt av khanatets egen militär som gjorde räder in i Ryssland och östra Europa. Räderna började när Krimkhanatet blev självständigt vid 1400-talets mitt, och upphörde när Krim blev en rysk vasallstat år 1773 och slutligen en rysk provins 1783. 
Den sista öppna slavleden var handeln med tjerkesserna från Kaukasus till Osmanska riket. Denna pågick 1800-talet ut och in på 1900-talet.

## Antiken

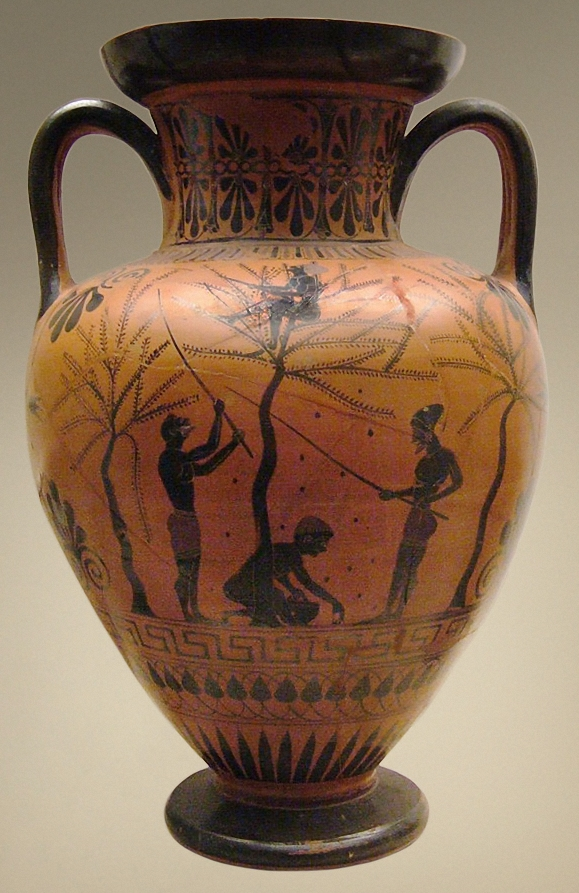
Slavar användes ofta inom jordbruket. Avbildning på en amfora på British Museum.

Svarta havet var ett centrum för slavhandel redan under antiken, då slavar norrifrån exporterades via Krim till Medelhavsområdet. Slavarna såldes som krigsfångar, eller av sina familjer, till slavhandlare i städerna runt Svarta havet. Slavarna exporterades både till Medelhavet, och mot Asien längs Sidenvägen. 

### Antikens Grekland
Se även: Slaveri i antikens Grekland
Svarta havet var en av de främsta källorna för slavar till det antika Grekland. 
Efter Solons lagar 594 f.Kr. förbjöds atenare att göra andra atenare till slavar, och detta förbud att förslava medborgarna i den egna staden följdes generellt av grekiska stadsstater då dessa blev republiker och dess innevånare medborgare. Detta gjorde att de grekiska städerna tvingades börja leta efter utlänningar, "barbarer" att förslava i Balkans inland eller längs Svarta havets stränder, och utgjorde en viktig förutsättning för den grekiska slavhandeln.
Grekiska kolonier uppkom längs Svarta havets norra stränder under 500-talet f.Kr., som kom att spela en viktig roll för grekernas handelsnät i regionen, där slavhandeln av allt att döma spelade en viktig roll. Det har framlagts hypoteser om att dessa grekiska städer grundades just på grund av slavhandeln till Grekland. 
En inskription från Phanagoria på 500-talet f.Kr. beskriver hur en slav vid namn Phaylles förts till Phanagoria (Kerch Strait) från  Borysthenes (Berezan) vid Bug/Dnieper, vilket är den kanske tidigaste uppgiften om slavhandeln.
Klassiska grekiska författare beskrev Svarta havets nordvästra strand som en slavskust, där de kulturella förutsättningarna innebar en stadig tillgång till slavar för export; det var ett gränsland mellan thraker och skyter, där skyter uppgavs utföra slavräder mot thraker, och thraker sålde sina barn till slavhandlare; innevånarna norrut längs Donau uppgavs också byta slavar mot salt. 
De grekiska städerna omgavs enligt Herodotus av grek-skytiska/helleniserade skytiska bofasta jordbrukare, som troligen fungerade som mellanhand mellan de skytiska nomader som tillfångatog slavar i inlandet, som de sedan sålde till grekerna vid kusterna.
Polybius uppgav på 200-talet f.Kr. att kvantiteten människor som förs bort i slaveri från norra Svarta havets stränder var större än någon annanstans i världen.  
I antika källor uppges hur innevånarna längs Svarta havets stränder avskydda och fruktade skepp, som av allt att döma associerades med slavhandeln.

### Romarriket
Se även: Slaveri i Romarriket
Slavhandeln fortsatte under romartiden. 
Sidenvägen gick från åtminstone 200 f.Kr. (då det första kinesiska sidenet är känt i Rom) från Kina till Tien Shan-bergen, Hami, Turfan, Almalik, Tashkent, Samarkand och Bukhara, varifrån en väg gick till Merv via Bagdad och därifrån till Damaskus, Antiokia, Trebizond, Aleppo; eller till Konstantinopel; eller över Kara Kum-öknen vid Kaspiska havet till Astrakhan och Kazan. Sidenvägen handlade med både textilier, ädelstenar och metaller, kosmetika och slavar. Slavhandeln längs sidenvägen kom därmed i kontakt med såväl slavhandeln i Bukhara som med slavhandeln på Svarta havet.
Strabo beskrev på romartiden under första århundradet slavhandeln i Dioskurias, då centralhamnen i Kaukasus, och den grekiska staden Tanais var ett stort centrum för den dåvarande slavhandeln, och prisade kvaliteten på slavarna därifrån.  
Det nämns att "pontinska" slavar, däribland skyter och paflagonier, som tillfångatagits som krigsfångar och sedan sålts till slavhandlare, eller tonåringar som såldes av sina egna föräldrar, exporterades till Medelhavsvärlden, bland annat antikens Aten.

## Medeltiden
Under medeltiden bildades informella slavzooner utifrån religiösa gränser, då både kristna och muslimer ansåg att det var tabu att förslava trosfränder, men såg det som legitimt att förslava personer av annan tro.
Religiösa gränser spelade en stor roll inom slavhandeln. Kristna kunde inte ta kristna som slavar, och muslimer inte muslimer som slavar, men båda kunde ta vad de såg som kättare som slavar; katoliker kunde till exempel ta ortodoxa som slavar och sunnimuslimer kunde ta shiamuslimer som slavar. Däremot godkände både kristna och muslimer förslavandet av hedningar, och hedniska stammar tillfångatog andra hedningar i stamkrig och sålde dessa krigsfångar som slavar.

### Bysantinska slavhandeln 500–1200
Slavhandeln runt Svarta havet fortsatte av allt att döma efter romarrikets fall av dess efterträdare, Bysantinska riket, men information om den bysantinska slavhandeln under dess tidiga sekel är ofullständigt känd: av allt att döma fortgick den enligt de gamla principerna krigsfångar sålda av sina fiender eller slavar sålda av sina familjer.
Hedningar från östra och norra Europa var mest populära som slavar i både Bysans och Arabvärlden, där de tvingades konvertera till kristendomen respektive islam efter försäljning.

#### Slavrutter: Magyarernas slavhandel
Under 800-talet gjorde magyarerna regelbundna slavräder mot slaverna, som de sålde till bysantinarna i Kerch i utbyte mot brokad, ylle och andra varor.

#### Slavrutter: Vikingarnas slavhandel
Under den äldre medeltiden var Svarta havet en genomfartsled för slavhandeln längs Volgas handelsrutt, och slavar (saqaliba) exporterades av vikingarna från Östersjön till Bysans via floderna och Svarta havet genom Vägen från varjagerna till grekerna, eller sålde dem till arabiska slavhandlare som förde dem till slaveri i Abbasidkalifatet via Kaspiska havet, Samanidernas rike (slavhandeln i Bukhara) och Iran.
Termen saqaliba, som var arabers namn för vita slavar och som ofta har sagts betyda slaver, torde inte beteckna etnicitet i praktiken, eftersom många som föll offer för inte var slaver, även om dessa var en vanlig kategori: bland saqaliba fanns även andra etniciteter som balter, litauer och finsk-ugrier.
Vikingarna tillfångatog slavar från hela Västeuropa, från de brittiska öarna i norr till Spanien i söder, som sedan fördes till hembaserna i Skandinavien och därifrån vidare mot Svarta havet i sydöst eller söderut in i Frankrike. Den tyska prästen Rimbert beskrev hur han på 800-talet bevittnade ett långt tåg av fastkedjade kristna slavar från västra Europa fösas fram i danska Hedeby; en av kvinnorna sjöng en psalm högt för att identifiera sig själv som en nunna, och han lyckas köpa henne fri genom att byta henne mot sin häst. 
Fram till 800-talet exporterade vikingar slavar längs Weichsel-Wisla och Donau till Svarta havet. På 800-talet flyttade vikingarna sin slavled från Östersjön till Svarta havet via Ladoga, Novgorod och Msta-floden; samt till Kaspiska havet via Volgas handelsrutt.

#### Slavrutter: Balternas slavhandel
I det hedniska Baltikum gjorde olika hedniska folkslag slavräder mot varandra under 1100- och 1200-talen: litauer, letter, ester, livländare och latgaller företog räder mot varandra, mot Ingrien och Novgorod, som de sedan sålde ned mot Svarta havet. Ryssar företog också slavräder mot ester, som i egenskap av hedningar sågs som legitima mål.
Ösel nämns som en bas för baltiska slavhandlare under 1200-talet, då dess innevånare nämns sälja kvinnor de tillfångatagit till kurerna. Ester och liver förslavade ryssar i slavräder. Den gamla slavleden från östersjön till Svarta havet och Centralasien via de ryska floderna upprätthölls, sedan vikingarna upphört med sin slavhandel, av balterna via Daugava. Balterna sålde slavar ned mot Svarta havet längs slavleden österut, som var den enda slavleden som hölls öppen från Östersjön sedan den till Västeuropa upphört.
Tyska orden massakrerade hedningar i stället för att tillfångata och sälja dem, men under 1200-talet hade slavmarknaden i Västeuropa dött ut. På Östersjön förekom fortfarande hedniska baltiska pirater under 1200-talet. År 1226 förekom en räd av de hedniska ester från Ösel på det kristna Sverige, och rapporteras ha återvänt med många kvinnor och flickor som fångar.

#### Slavrutter: Kievrus slavhandel
Folkslag från stäppen hade en lång tradition av att bedriva slavhandel med bofasta folk, och under 1000- och 1200-taletn gjorde flera av stäppfolken, som polovtsy (Kumaner eller qipchaq) gjorde ofta slavräder in mot Ryssland, särskilt under perioder av inre rysk splittring: ett exempel var kumanernas överfall av byarna i landsbygden omkring staden Preiaslavl år 1201, då många människor fördes bort i slaveri.
När Kievriket började upplösas i flera under 1100-talet tillfångatog både de ryska furstarna och deras allierade kumaner (kipchak) andra ryssar under sina inbördesstrider, och Bulghar-khanen tillfångatog regelbundet "otrogna" (ryssar) varje vinter och sålde vidare till den islamiska världen i utbyte mot vapen.
I det ortodoxa Ryssland fanns inte samma förbud att ta andra kristna som slavar som i det katolska Europa. De ryska furstarna tillfångatog även själva varandras undersåtar då de bedrev krig mot varandras furstendömen och plundrade varandras städer; exempel på tillfällen när detta skedde var plundringen av Kiev 1169 och 1203, då de förslavade varandras undersåtar som kholop (inte att förväxla med livegna, zakupy).

#### Slavmarknaden
Slavhandeln under denna period sägs traditionellt ha varit dominerad av judar, radaniter. Exakt hur vanligt det var med judiska slavhandlare är okänt, men det är känt att de judiska slavhandlare som fanns hade en fördel, då de kunde verka tvärsöver religionsgränserna. Kristna kunde inte äga kristna och muslimer inte äga muslimer, medan judar kunde sälja kristna slavar till muslimer och tvärtom. Judar var till skillnad från kristna och muslimer inte förbjudna att utföra kastreringar, och eunucker var extremt populära i den muslimska världen. Judar utförde därför kastreringar av eunucker i Verdun, Prag, Egypten, Krim och i Centralasien.
Kejsar Basileios I ägde 3000 slavar, och Manuel I Komnenos frigav enligt Eustathius av Thessalonica på 1100-talet alla slavar i huvudstaden, som uppgavs ha kommit från "borton Donau" och "som sändes av nordanvinden" från pontinska länder, det vill säga som exporterades till Bysans genom vikingarna via Svarta havet.

#### Upphörande
Informationen om slavhandeln till Bysans är dåligt dokumenterad fram till 1200-talet, då dokumentationen blir vanligare sedan den hade övertagits av genuesiska och venetianska kolonier på Krim.

### Italienska slavhandeln 1200–1500
Se även: Slavhandeln i Genua och Slavhandeln i Venedig

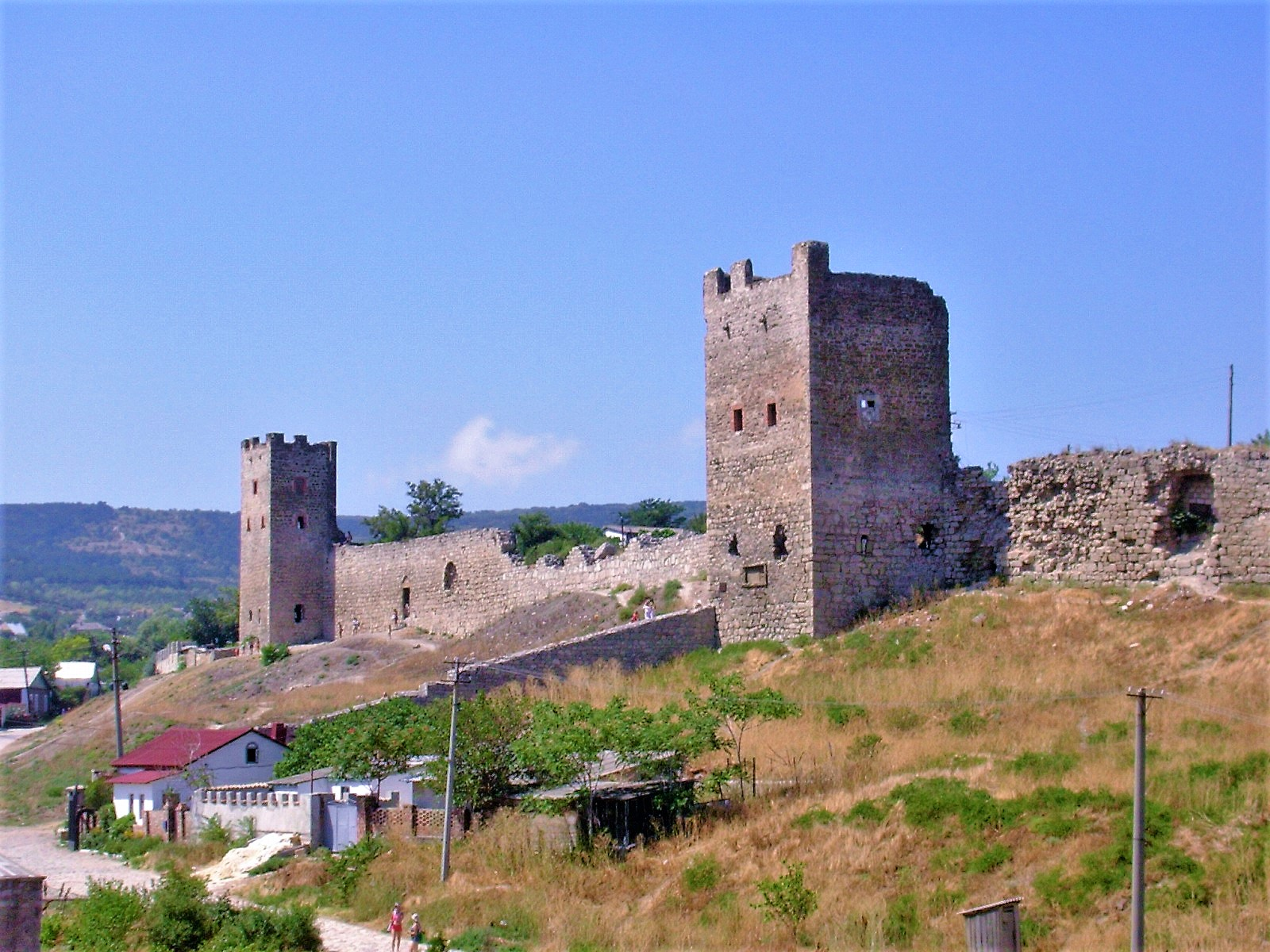
Genuesiskt slott i Kaffa från den italienska slavhandelns tid.

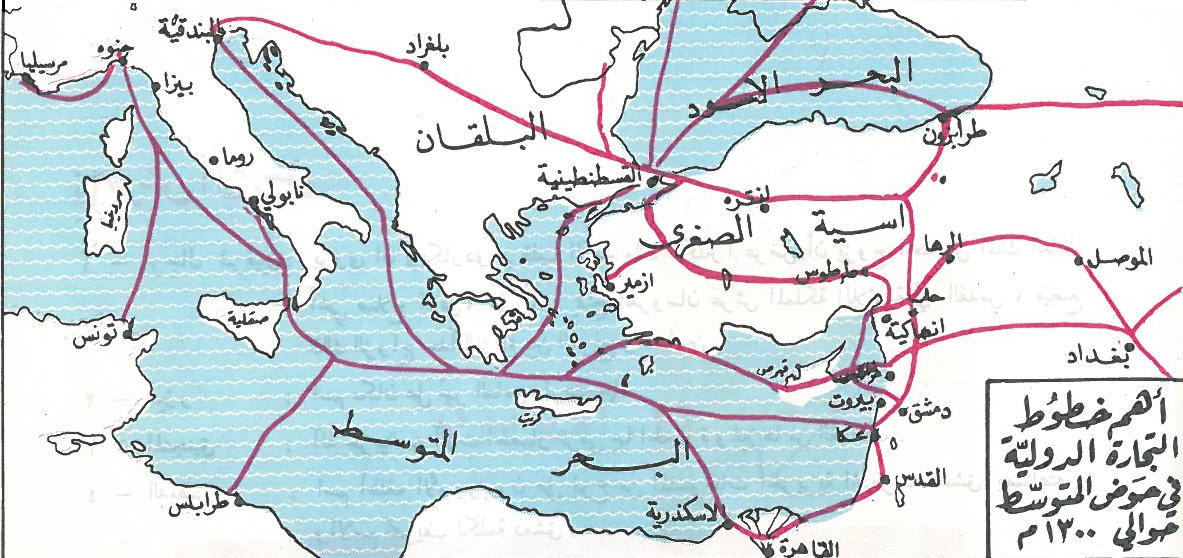
De viktigaste traderna för internationell handel i Medelhavsområdet runt år 1300.

Under senmedeltiden 1200–1500 pågick en slavhandel via de italienska kolonistäderna på Krim. Under medeltiden var Svarta havet en av de största källorna för slavar till Medelhavsvärlden, och slavar från norr om Svarta havet såldes av venetianska och genuesiska slavhandlare till Italien och Egypten. Slavhandeln på Svarta havet dominerades av slavhandlare från Genua och Venedig från 1200-talet till andra hälften av 1400-talet.

#### Bakgrund
Slaveriet i Västeuropa dog ut under 1100-talet, utom i Italien och Spanien. I både Spanien och Italien innebar digerdöden ett stort behov av slavarbetskraft. Även Egypten upplevde ett behov av slavarbetskraft efter digerdöden.
Italienska slavhandlare hade länge spelat en viktig roll i slavhandeln på Medelhavet. Påven Innocentius IV kritiserade under mitten av 1200-talet italienska slavhandlares export av bulgariska, grekiska och rutenska slavar till saracenerna i Jerusalem.
Bysantinska rikets kontroll över Krim försvagades efter Konstantinopels fall (1204), och italienska kolonier etablerades på Krim, där de snart etablerade sig som regionens ekonomiska stormakt och fick kontrollen över slavhandeln. Republiken Venedig etablerade en koloni i Sudak 1206 och Republiken Genua i Kaffa 1266.
Genua övertog slavhandeln på Krim då de 1281 fick kontrollen över Kaffa genom sin konsul där; Kaffa blev ett centrum för den europeiska slavhandeln, och levde främst på just denna handel.
Fram till 1310 hämtade Venedig sina slavar via Ragusa och slavhandeln på Balkan, men 1310 slöt de fördrag med Trapezunt och fick börja driva slavhandel på Krim.
Efter digerdöden ökade efterfrågan på slavar i både Sydeuropa och Mellanöstern. Denna efterfrågan möttes av främst slavmarknaden vid hamnar vid Svarta havet så som de på Krim och i Azov.

#### Slavkällor – allmänt
De flesta slavar bestod av unga människor som kommit i slavhandlarnas ägo på tre olika sätt; genom krig, som mongolinvasionerna av de ryska furstendömerna, kriget mellan Gyllene Horden och Ilkhanatet, kumanstatens fall 1238, Kipchakstatens fall 1359 och Timur Lenks erövringar; genom slavräder, så som genuesaren Paganino Doria anfall mot Sozopolis; och genom föräldrar som sålde sina barn, något som skedde av fattigdom och var den vanligaste och mest regelbundna källan till slavar särskilt efter digerdöden, då behovet av slavar steg i både Europa och Mellanöstern.
Under 1200-talet förekom två kategorier av förslavande till Svarta havet; mongolernas och tatarernas slavräder mot Östeuropa, och köp av andra slavhandlare eller av familjer som sålde sina barn.

#### Slavkällor: balter och finnar
Se även Slaveri i Finland
Hedningar var populära offer för slavhandeln eftersom både kristna och muslimer såg hedningar som legitima att förslava, vilket också gjorde hedningar till ett ekonomiskt val för slavhandlare. Vanliga offer var finsk-ugrier och turkar. Det hedniska Baltikum, Finland och Karelen utgjorde källor för slavhandeln till Svarta havet, där de såldes vidare till Europa och Mellanöstern av italienska köpmän, som hade ersatt de bysantinska på Krim.
Finländare var populära på slavmarknaden både för att de var hedningar och på grund av sina ljusa färger och hy. Finnar tillfångatogs i slavräder mot de hedniska östra delarna av Finland. Dessa räder företogs ofta av privata gäng som ägnade sig åt slavhandel, och från 1400-talet och framåt noteras den ryska armén regelbundet ägna sig åt slavräder och slavhandel som en av armén tolererad privat sidohandel för truppförsörjningen, och företogs ofta som små privata expeditioner av armén.
Ryssar företog slavräder till Zavoloche, och gjorde affärer med de hedniska mordvinerna, inklusive slavhandel. Novgorod företog regelbundna slavräder efter 1174 och sålde slavarna ned längs Volga. Ryska slavhandlare sålde slavar till italienska slavhandlare via Soldaia (Surozj) under 1200-talet.

#### Slavkällor: Kaukasus
Genuesiska slavhandlare köpte slavar från Kaukasus, där abkazer, tjerkesser, mingreler och andra kaukasiska folkslag sålde sina egna barn och ungdomar till slavhandlarna.
Under 1300-talet rapporterades från Sultaniyyah att tjerkessiska adelsmän gjorde slavräder hos andra tjerkessiska stammar och: "go out from one village to another publicly, or else secretely if they can, and violently seize children and adults of the other village, and immediately sell [them] to merchants by the sea. And in the same way as the Tatars were accustomed to sell theirs, so too these wretched people", varpå de fördes till Sevastopol, där en samtida beskrev hur slavhandlare: "selling Christians forna price on market days, where they are dragged with a rope tied from the tail of a horse to the nech of those who are sold".
Tjerkesser tycks ha tillhört de vanligaste slavarna under 1200-talet, tatarer under 1300-talet, och tjerkesser och ryssar under 1400-talet. 1289–90 till exporterade Kaffa 44 % tjerkesser, 23 Laz, 11 abchazer och Kumaner 3,5, utöver bulgarer, ryssar och ungrare; 1359–63 var 169 av 251 slavar i Tana tatarer, övriga mongoler, tjerkesser, alaner, ryssar, greker, saracener och judar; och 1437–39 12 ryssar, 10 tjerkesser och abchazer och sju tatarer. 
Tjerkesser utgjorde huvudkällan för blivande mamluker till mamluksultanatet i Egypten från 1382 och framåt, och 100 manliga slavar exporterades fortfarande avsedda för soldater varje år fram till slutet av 1800-talet.
Under 1400-talet blev tjerkesser och "ryssar" vanligare än tatarer och kiptjak-turkar inom den italienska slavhandeln till både Italien och Mamluk-Egypten. Orsakerna beräknas som flera: 1) inbördeskriget i Gyllene horden upphör på 1380-talet, vilket resulterar i en större stabilitet med färre tatarer som fångar; 2) tatarerna börjar företa slavräder mot de ryska furstendömena istället sedan deras inbördesstrider upphört; 3) Kungariket Georgien liksom de mindre rikena i Kaukasus upplöstes i inre splittring, fragmentering och revolter efter Timur Lenks invasion, vilket gör dem sårbara för slavräder; 4) och genuesarnas skatt på muslimska slavhandlare på Krim och i Azov 1381, vilket gjorde att de mamlukiska köpmännen slutade köpa tatarer från italienarna och istället inledde vanan att köpa tjerkesser från Kaukasus.

#### Slavkällor: tatarer
Under 1200-talet förekom två kategorier av förslavande till Svarta havet; tatarernas slavräder mot Östeuropa, och köp av andra slavhandlare eller av familjer som sålde sina barn.
Tjerkesser tycks ha tillhört de vanligaste slavarna under 1200-talet, tatarer under 1300-talet, och tjerkesser och ryssar under 1400-talet. 1289–90 till exporterade Kaffa 44 % tjerkesser, 23 Laz, 11 abchazer och Kumaner 3,5, utöver bulgarer, ryssar och ungrare; 1359–63 var 169 av 251 slavar i Tana tatarer, övriga mongoler, tjerkesser, alaner, ryssar, greker, saracener och judar; och 1437–39 12 ryssar, 10 tjerkesser och abchazer och sju tatarer. 
Tjerkesser utgjorde huvudkällan för blivande mamluker till mamluksultanatet i Egypten från 1382 och framåt, och 100 manliga slavar exporterades fortfarande avsedda för soldater varje år fram till slutet av 1800-talet.
Under 1300-talet rapporterades från Sultaniyyah att tjerkessiska adelsmän gjorde slavräder hos andra tjerkessiska stammar och: "go out from one village to another publicly, or else secretely if they can, and violently seize children and adults of the other village, and immediately sell [them] to merchants by the sea. And in the same way as the Tatars were accustomed to sell theirs, so too these wretched people", varpå de fördes till Sevastopol, där en samtida beskrev hur slavhandlare: "selling Christians forna price on market days, where they are dragged with a rope tied from the tail of a horse to the nech of those who are sold".
Av 367 registrerade slavar i Venedig 1366-97 var 274 tatarer och 17 ryssar eller tjerkesser av de etniciteter som kan identifieras.
Under 1400-talet blev tjerkesser och "ryssar" vanligare än tatarer och kiptjak-turkar inom den italienska slavhandeln till både Italien och Mamluk-Egypten. Orsakerna beräknas som flera: 1) inbördeskriget i Gyllene horden upphör på 1380-talet, vilket resulterar i en större stabilitet med färre tatarer som fångar; 2) tatarerna börjar företa slavräder mot de ryska furstendömena istället sedan deras inbördesstrider upphört; 3) Kungariket Georgien liksom de mindre rikena i Kaukasus upplöstes i inre splittring, fragmentering och revolter efter Timur Lenks invasion, vilket gör dem sårbara för slavräder; 4) och genuesarnas skatt på muslimska slavhandlare på Krim och i Azov 1381, vilket gjorde att de mamlukiska köpmännen slutade köpa tatarer från italienarna och istället inledde vanan att köpa tjerkesser från Kaukasus.

#### Slavkällor: Mongolväldet
Se även: Slavhandeln i Mongolväldet
Den italienska slavhandeln etablerade sig i Svarta havs-regionen parallellt med Mongolinvasionen av Rus, vilket översvämmade marknaden med krigsfångar som såldes som slavar via hamnarna vid Svarta havet; mongolerna gynnade italienarnas slavhandel genom att sälja krigsfångar till dem som slavar.

#### Slavmarknaden
Det är känt att de italienska slavhandlarna ibland släppte slavar fria mot lösensumma från deras anhöriga, men det var inte satt i system utan är bara känt från enskilda informella fall.
Under 1200-talet gick slavleden genom Ryssland till Krim och Anatolien, och vidare via Kaspiska havet till Centralasien och Iran.
1385–1386 uppskattas att cirka 1500 slavar såldes via Kaffa varje år; slavhandeln upplevde ett uppsving under början av 1400-talet, då 2620 slavar såldes år 1425. De flesta som såldes till Italien och Spanien var flickor (aqilla), medan cirka 2000 slavar, de flesta av dem pojkar, levererades till Mamlukerna i Egypten varje år. De slavar som såldes till Italien och Spanien blev konverterade till katolicismen vid sin ankomst.
Av 367 registrerade slavar i Venedig 1366–97 var 274 tatarer och 17 ryssar eller tjerkesser av de etniciteter som kan identifieras.
Slavrutten från Krim gick via Konstantinopel till antingen Väst (Italien och Spanien) via Kreta och Balearerna; eller till mamlukernas Egypten, som var den främst destinationen för merparten av slavarna. Efter Mikael VIII:s regeringstid och framåt sände Egyptens sultan varje år två slavskepp till Krim, och sultanen i Anatolien gav efter 1281 lejd till slavhandlare på väg till Egypten.
Slavhandeln längs Sidenvägen illustrerades under mongolväldets tid på 1200-talet, då det till exempel fanns indiska eunucker vid Gyllene hordens hov, 1289 nämndes en indisk slavflicka i Kaffa, 1302 kinesiska slavinnor exporterade från Krim till Genua, och cirka 1250 hade Möngke khan ungerska slavar vid sitt hov.

#### Upphörande
Efter Konstantinopels fall 1453 stängde osmanerna handeln mellan Krim och Väst. Slavhandeln till mamlukernas Egypten övertogs gradvis av muslimska slavhandlare som sändes av sultanen till Krim för att hämta slavpojkar som kunde utbildas till mamluker i Kairo. De genuesiska slavhandlarnas dominans minskade under 1400-talet; av 40 slavskepp på Svarta havet 1410 var 23 grekiska, 17 genuesiska och 8 muslimska, 1441–42 var 11 grekiska slavskepp, 13 muslimska och 8 genuesiska, och efter 1442 säkrade turkarna total dominans över slavhandeln.
Slavhandeln minskade efter 1400-talets mitt, och år 1472 såldes endast 300 slavar från Kaffa. Under 1440-talet hämtade Spanien istället sina slavar från Kanarieöarna, och därefter började slavhandeln från Afrika (initialt via Libyen) komma igång.
Efter Konstantinopels fall 1453 upphörde den bysantinska makten på Krim, och italienarna placerade sig 1462 under den polska kungens beskydd (Ukraina tillhörde då Polen), och hyrde polska legoknektar som beskydd, vilket 1475 fick osmanerna att i samarbete med krimkhanen lägga de italienska städerna på Krim under sig och beskatta dem.

## Krimkhanatets slavhandel 1441–1773

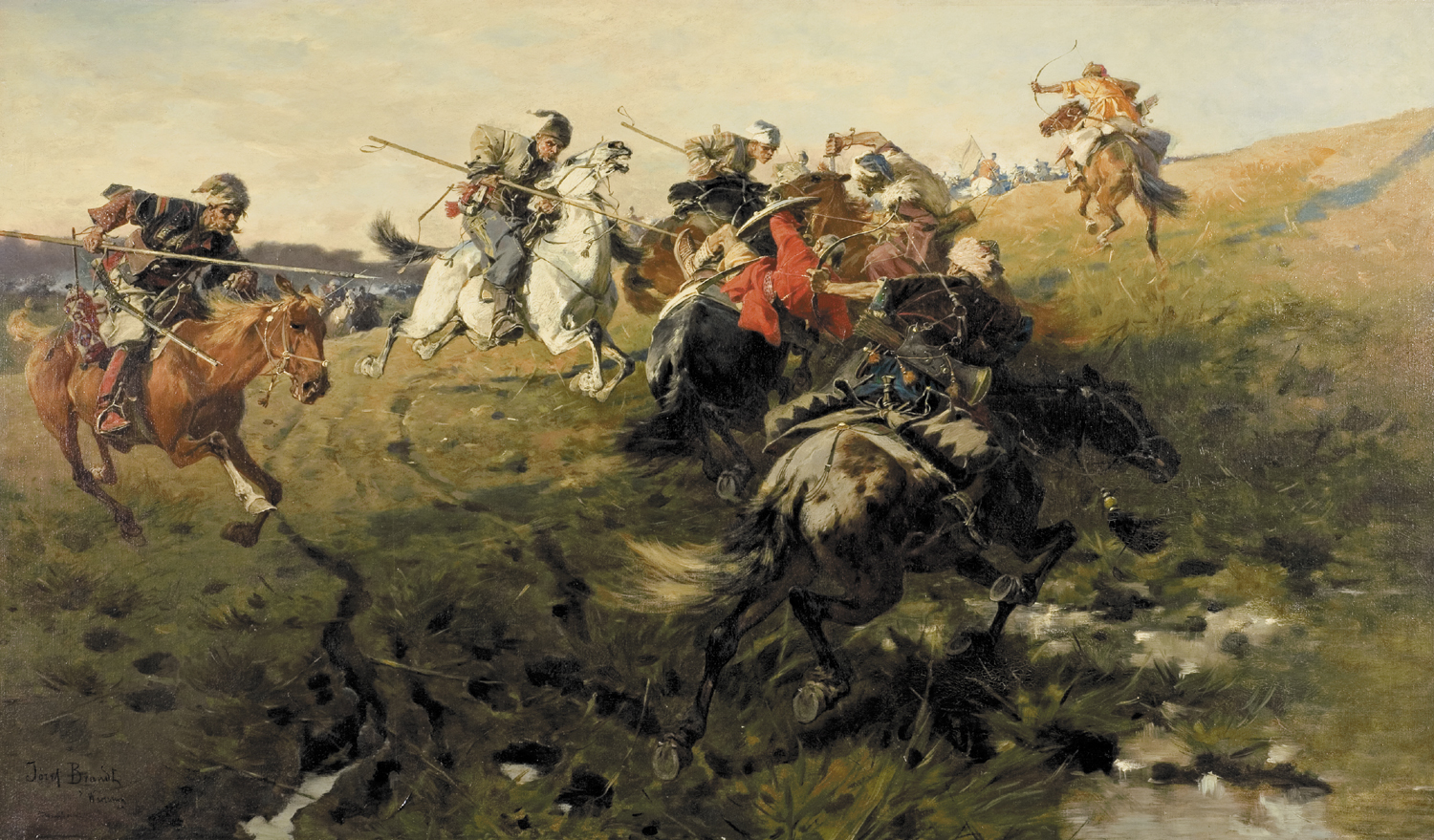
Strider mellan kosacker och tatarer på stäppen, Józef Brandt.

BlackSea1600-es

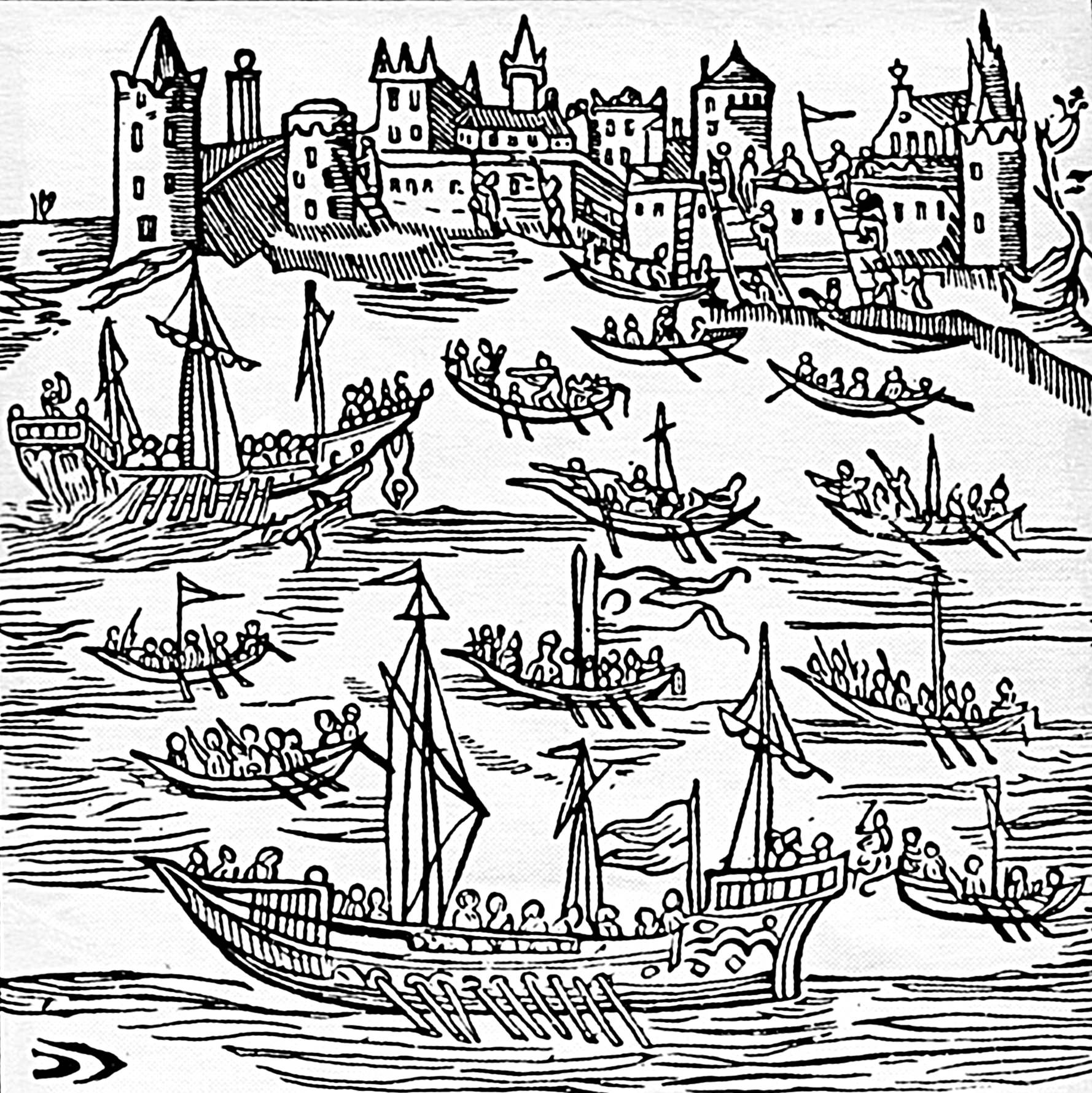
Feodosia (Kaffa), 1622.

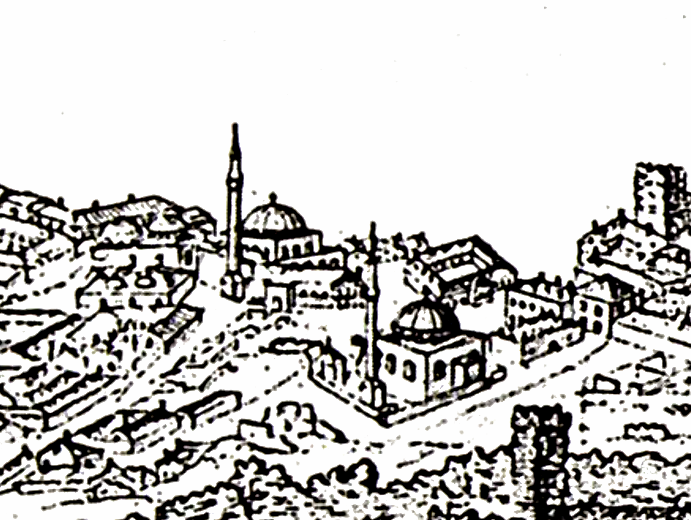
Kaffa, centrum för slavhandeln på Krim, cirka 1800, tjugo efter att slavmarknaden stängdes.

Roxelana, en av de mest kända offren från slavmarknaden på Krim, tillfångatagen cirka 1520.

### Bakgrund
Efter Konstantinopels fall 1453 övertogs slavhandeln på Svarta havet från italienarna av osmanerna och konkret deras allierade krimtatarerna.
När tatarerna grundade Krimkhanatet beskattade tatarerna de italienska städernas slavhandel. Eftersom Krim hade en gles befolkning och ett outvecklat rudimentärt jordbruk var khanatet beroende av en annan inkomst för att få inkomster till skatt, och för att få arbetare till de gods de grundade, och utöver att beskatta slavhandel började de företa slavräder för att få ytterligare inkomster från slavhandeln.
Nogaitatarerna på stäppen var beroende av slavhandeln som regelbunden inkomst, och den krimtatariska adeln var beroende av slavar på sina gods.

### Slavkällor
Slavräderna mot Ryssland och Polska Ukraina företogs regelbundet. Krimtatarernas första stora slavräd ägde rum mot sydöstra Polen år 1468. När Gyllene horden föll 1502 försvann ett av Rysslands skydd mot Krim, då både Ryssland och Krim förut hade varit tributstater under Horden. 
Bland slavarna fanns polacker, ryssar, ungrare, judar och tjerkesser. Bland etniciteterna av slavar på Krim fanns även tjerkesser, abchazer, georgier, lezghin, kalmyker och andra folkslag från Kaukasus. Bland slavarna fanns även ungrare, moldavier, tyskar, skottar, judar, greker och armenier.
Krimtataternas rivaler kosackerna tillfångatog tatarer eller andra muslimer och sålde dem i sin tur som slavar. Krimtatarernas fiender Zaporozhian-kosackerna utförde själva priaträder mot Krim, och tog då själva slavar.
Slavräder företogs mot ryssar, polacker och tjerkesser två gånger årligen; under skörden och under vintern.

#### Slavräder mot Polen
Nuvarande Ukraina tillhörde Polen-Litauen fram till 1700-talets början. 
Krimtatarernas första stora slavräd ägde rum mot sydöstra Polen år 1468. 75 stora räder mot Polen-Litauen 1474–1569.
40 000 personer kidnappades från Volhynia-Podolia-Galicia bara under år 1676, och 20.000 polacker uppskattas ha kidnappats varenda år 1500–1644, vilket uppgick till en miljon.
Stäpperna i nuvarande Ukraina kom att kallas för de 'Vilda fälten'. Ryssland konstruerade tidigt befästningsmurar längs stäppen, kallade Zasetjnaja tjerta (ryska: Засечная черта, ungefär: Barriärlinjen), i försök att hindra tatarerna. 
Polska slavar var så vanliga på Krim att polska var andraspråk på Krim.
Polsk-armenier agerade ofta mellanhand; de talade turkiska språk och hade kontakter med armenier på Krim, och de skötte ofta förhandlingar som mellanhand och eskorterade friköpta gisslan tillbaka hem.

#### Slavräder mot Ryssland
När Gyllene horden föll 1502 försvann ett av Rysslands skydd mot Krim, då både Ryssland och Krim förut hade varit tributstater under Horden.
Från 1507 förekom nästan konstanta tatarräder mot Ryssland. Det är svårt att uppskatta exakt hur många räder som ägde rum och var, och exakt hur många personer som tillfångatogs. Det är känt att 43 stora räder ägde rum mot Ryssland 1500–1550.
År 1571 brände krimtatarerna Moskva. Under räderna överfölls byar och samhällen och hela befolkningar kunde föras bort som slavar.  Ryssland konstruerade tidigt befästningsmurar längs stäppen, kallade Zasetjnaja tjerta (ryska: Засечная черта, ungefär: Barriärlinjen), i försök att hindra tatarerna. I slutet av 1500-talet uppfördes ryska träfästningar som skydd mot slavräderna, som efter 1571 hindrade räderna att nå fram till Moskva, och patruller som varnade befolkningen att fly inför en räd.
150 000–200 000 moskoviter (ryssar) tillfångatogs perioden 1600–50; 15 115 ryssar dödades eller tillfångatogs enbart i Kursk 1633–1646.
Krimtatarernas sista stora slavräd ägde rum år 1769 under det Rysk-turkiska kriget (1768–1774), när 20 000 slavar tillfångatogs.

#### Slavräder mot Ungern
Slavräderna mot Ungern var inte regelbundna som de mot Ukraina och Ryssland, utan berodde mer på omständigheter kring Osmanska riket; Krim företog räder mot Ungern 1521–1717, och till 1566 i samråd med Osmanska riket, under deras krig mot Österrike. Under kriget mot Transsylvanien på 1660-talet företogs räder ända in i Mähren. Under Krims sista slavräd till Ungern 1717 tillfångatogs 1464 personer i grevskapet Ugocsa, av vilka 861 personer lyckades fly under vägen till Krim.
I juli 1657 tillfångatog en krimatatarisk styrka större delen av Transsylvaniens armé i en slavräd. Det gjordes med osmanskt stöd eftersom Transsylvanien hade attackerat Osmanska rikets allierade Polen. 275 av fångarna tillhörde överklassen och blev därför friköpta av sina anhöriga under en tioårsperiod och kunde återvända med pass om fri lejd, men de övriga såldes till slavhandlare, av vilka merparten troligen såldes antingen till krimtatarer eller till Osmanska riket som galärslavar.
Den sista tatarräden till Ungern ägde rum år 1717.

#### Slavhandeln med svenska medborgare
Se även: Slavhandeln under stora ofreden
Finnar kidnappades av privata ryska gäng i gränsräder och sålde dessa söderut.
Slavräderna av privata ryska slavhandlare mot östra Finland uppskattas ha fortsatt under hela 1600-talet ut.
Under stora nordiska kriget 1700–1721 tillfångatogs svenska medborgare från bland annat Finland av privata ryska soldater enligt gammal sed från 1400-talet, särskilt finska barn och i Finland och Livland, och såldes söderut mot Svarta havet och Persien.
Lovisa von Burghausen är ett exempel på de svenska medborgare som tillfångatogs på det många svenskar, finländare och balter, särskilt kvinnor och barn, som tillfångatogs av enskilda ryska soldater och såldes som slavar i Ryssland och Turkiet under det stora Nordiska kriget; särskilt många tillfångatogs under stormningen av Narva.
Finland utsattes för svåra härjningar under stora ofreden, som inkluderade att många finländare togs som slavar. 
Man har räknat ut att omkring 20 000–30 000 personer transporterades från Finland som fångar till Ryssland under stora ofreden. 
Finländare tvångsfördes till Ryssland som livegna, sexslavar och byggnadsarbetare, bland annat. De flesta av dem såg aldrig sitt hemland igen; en del av de tillfångatagna fördes till den persiska slavmarknaden, där blonda finnar var exotiska. Dessa kidnappningar gjorde att minst en fjärdedel av bondehusen stod öde i slutet av kriget.
Befolkningen tillfångatogs omfattande för slavarbete i Ryssland; i synnerhet, enligt vissa källor, togs 10 000,  till och med mer än 20 000 personer till byggnadsarbetet i St. Petersburg.
Ryska officerare förde sina fångar vidare genom att sälja dem som slavar. De största tvångsbeslagen gjordes i Österbotten och Östra Finland. 4 600 personer hämtades bara från Österbotten, varav de flesta var barn. 
Utöver dessa tvångsvärvades cirka 2 000 män till armén, Av dem som togs till slavarbete kunde cirka 2 000 återvända, de flesta efter några år, några först efter decennier. Omkring 500 soldater återvände.
Av de som togs som slavar i de östliga svenska provinserna såldes många via slavhandeln på Svarta havet på slavmarknaden i Istanbul, där den svenske ambassadören friköpte ett stort antal av dem, varav många var kvinnor.
Från juni 1710 besökte den svenska ambassadören Thomas Funck slavmarknaden i Istanbul för att köpa svenska medborgare, och Sven Agrell noterade inköp av exempelvis en "snickardotter" från Narva för §82, en "kaptenshustru" för §240, Catharina Pereswetoff-Morath, 18 år gammal, för §275, och en hel familj, Anders Jonsson med hustru och barn; det fanns dock inte medel nog att köpa alla som salufördes.  
De som friköptes kom troligen hem till Sverige med kungens följe då han återvände från sitt läger i Moldavien, men alla kunde inte friköpas.

#### Slavhandeln med tjerkesser
Under den osmanska tiden kom slavhandeln med tjerkesser, som förekommit redan under den italienska tiden, att bli en stor, permanent och långvarig handel med elitslavar till Krimkhanatet och Osmanska riket.
Frågan om hur tjerkesser kunde säljas som slavar till muslimer trots att de själva var muslimer och islam förbjöd muslimer att hålla andra muslimer som slavar, har varit föremål för spekulationer. Faktum var dock att tjerkesser i Kaukasus i själva verket länge var religiöst splittrade både ifråga om geografi och klass. Många tjerkesser i nordvästra Kaukasus kan så sent som under 1700-talet fortfarande varit religiöst splittrade mellan muslimer, kristna och hedningar.
Krimkhanen hävdade överhöghet över tjerkessernas stammar, med de tjerkessiska furstarna som sina vasaller, definierade dem som otrogna och ansåg det därför som legitimt både att utkräva regelbunden tribut av slavar till både Krimkhanatet och dess överherre Osmanska riket, och legitima mål för straffexpeditioner i form av slavräder med hjälp av osmanska trupper. Den tjerkessiska eliten övergick långsamt och gradvis till islam från 1500-talet och framåt, och kunde därför själva delta i de krim-osmanska slavräderna mot andra tjerkesser.
Slavhandeln med tjerkesser till Osmanska riket var så populär att den fortsatte även efter Krimkhanatets fall 1783. De omdirigerades då från Krim och fortsatte med osmanska slavhandlare direkt över Svarta havet till Osmanska riket, dit den fortsatte fram till 1860-talet, när tjerkesserna fördrevs från Kaukasus av ryssarna. Tjerkesserna flydde då till stor del till Osmanska riket, där tjerkesser fortsatt sålde sina barn seklet ut.

### Handeln
Efter 1475 ersatte muslimska slavhandlare de italienska på Krim. Slavmarknaden på Krim var i praktiken indelad i två stora inkomstkällor. En kategori bestod av förmögna fångar, som hölls i fångenskap enbart fram till att en lösensumma betalades ut för dem, och de tilläts återvända hem. Den andra kategorin bestod av fattiga personer, som inte förväntades kunna bli lösta av någon lösensumma, och som såldes på slavmarknaden. Båda dessa kategorier sågs som lika legitima källor för inkomst till Krim. Krim fick sin huvudsakliga inkomst från slavhandeln; inkomsten från lösensumman för en rik fånge eller försäljningen av en fattig fånge ansågs likvärdiga.
Slavhandeln på Krim var samtidigt osmansk eftersom Khanatet var en osmansk vasall.

#### Lösenfångar
Rika fångar blev normalt inte slavar utan hölls snarare i fångenskap fram till att en lösensumma betalats ut. Enligt gängse regler i sådana sammanhang fick anhöriga till fångar möjligheten att köpa tillbaka slavarna genom att betala lösensumma, något som normalt skedde om fången tillhörde överklassen, och fången eskorterades då till neutral mark och fick ge sig av med ett pass bestående av en frigivningscertifikat om fri lejd.
Lösensumman för en slav var normalt samma det marknadspris slavhandlare skulle ha fått för slaven vid en försäljning eller, om fången var rik, dubbelt den summan.
Slavar kunde utväxlas mot krimatatariska fångar i slavarnas hemländer.
Slavar kunde friges genom avtal mellan stater: polacker kunde friges genom avtal mellan Polen, Krim och Osmanska riket.
Polsk-armenier agerade ofta mellanhand; de talade turkiska språk och hade kontakter med armenier på Krim, och de skötte ofta förhandlingar som mellanhand och eskorterade friköpta gisslan tillbaka hem.

#### Slavmarknaden
De allra flesta fångar tillhörde fattiga familjer och de gick därför vidare i slavhandeln och såldes. De som tillfångatogs i räderna fördes till Krim, där de såldes på slavmarknaden i Kaffa, och därifrån vidare till Istanbul och Mellanöstern. Fattiga personer kvarblev ofta i resten av sitt liv.
Majoriteten av slavarna fördes till Kefe (Kaffa), som var en osmansk provins på Krim och centrum för dess slavhandel. Det uppgavs alltid finnas runt 30 000 slavar i Kaffa. Litauern Mikhalon Litvin (cirka 1550) kallade den stora slavhamnen Kaffa för: "not a town, but an abyss into which our blood is pouring". Från Kefe fördelades en del till marknaderna på Krim. De såldes antingen i slavmarknaderna i Krimkhanatet eller i Osmanska Kefe.
Priset för en frisk ung rysk man angavs vara 50–100 rubel, medan polacker och ukrainare var dyrare. En femtedel av fångarna gavs till sultanen som tribut, andra till khanens ämbetsmän ur stamaristokratin och nogaitatarerna och blev jordbruksslavar respektive herdar; övriga såldes på marknaderna i Bakhchisarai, Karaseibazar, Evpatoria och Kaffa och exporterades till Osmanska riket så som Egypten. Slavar som såldes vidare till Osmanska riket kunde säljas mycket långt bort från Krim; ett kloster i Sinai i Osmanska Egypten registrerades till exempel ha köpt en rysk man från Kozlov. Khanen mottog mellan 10 och 12 procent av priset för varje slav.
Slavarna såldes inte enbart utan kunde också bytas bort mot till exempel hästar, vapen och kläder. Personer på slavmarknaden som man inte lyckades sälja på marknaden, och som heller inte fick någon lösensumma, släpptes fria, men tilläts inte lämna Krim, utan bosatte sig därför där.
Slavhandeln på Krim bedöms likvärdig i antal med den transatlantiska slavhandeln fram till 1700-talet, då den afrikanska slavhandeln exploderade och överträffade handeln på Krim i antal. År 1578 exporterades 17 502 slavar från Krim på 14 månader. Mellan 1600 och 1650 uppskattas mellan 150 000 och }200 000 människor ha fallit offer för Krims slavhandel. Ungefär en miljon polacker uppskattas ha blivit kidnappade mellan 1500 och 1700, och ytterligare en miljon personer av andra etniciteter uppskattas ha förslavats, sammanlagt två miljoner 1500–1700.

### Efterfrågan och funktion
Enligt islam fick muslimer inte förslavas, vilket innebar att den muslimska världen hämtade sina slavar från det kristna Europa och det icke muslimska Afrika. Vita europeiska slavar (Saqaliba) betingade ett högre pris än svarta afrikaner. 
Slavhandeln på Krim var, tillsammans med slavhandeln på Barbareskkusten, den största källan för vita slavar till Mellanösterns slavmarknader, och den främsta leverantören för europeiska slavar till Konstantinopel.  
Män utan särskilda kunskaper eller utbildning avdelades ofta till hårt jordbruksarbete på godsen på Krim. 
I det Osmanska Egypten var militärer (mamluker) och byråkrater ännu under 1700-talet fortfarande ofta vita manliga slavar, vanligen från Kaukasus. 
Det värsta ödet för en slav uppgavs var att bli galärslav; varje osmansk galär krävde 200 galärslavar, och den osmanska flottan hade mellan 45 000 och 60 000 galärer i slutet av 1700-talet. Då en osmansk galär togs 1642, befriades 280 slavar; 207 av dem ukrainare och 20 ryssar, vissa av dem efter 40 års fångenskap. Sultan Ibrahim ska 1646 ha gett tillstånd till en slavräd från Krim mot Polen-Ryssland därför att han behövde galärslavar till 100 galärskepp som just då konstruerades.
Kvinnor blev i enlighet med sedan i den muslimska världen antingen hushållsarbetare eller haremskonkubiner. Vita kvinnor var populära som haremskonkubiner i Mellanöstern, medan afrikanska slavinnor oftare köptes som tjänare. 
Det Kejserliga osmanska haremet var under denna tid en storkonsument av kvinnliga slavar, och slavhandeln på Krim var en av dess största källor. Det kejserliga haremet bestod av hundratals slavinnor, sysselsatta inte endast som sultanens konkubiner utan också som tjänare till konkubinerna och sultanens kvinnliga familjemedlemmar.  
Dessa slavinnor kom till haremet som barn; vissa som krigsfångar, men de flesta som gåvor eller inköp. Lokala osmanska stormän och dignitärer gav unga flickor som gåvor till sultanen eller medlemmar av hans familj, och Krim-khanen sände i egenskap av sultanens vasall unga oskulder som gåva till sultanen.  Andra flickor köptes in av haremets ämbetsmän, från privata slavhandlare eller direkt från slavmarknaden, och presenterade dem för sultanens mor. 
Nationaliteten för det kejserliga haremets slavinnor är inte alltid dokumenterad, särskilt då flickorna omvändes till islam och gavs nya namn vid sin ankomst; men de flesta kvinnor i den osmanska sultanens harem var europeiska kvinnor, och i de fall deras ursprung är känt kom de ibland från länder som Grekland, Italien, Malta eller Valakiet, men i de allra flesta fall från Ryssland eller Kaukasus (georgier eller tjerkesser).
Det kejserliga haremet var förebild för andra överklassharem i Mellanöstern. Tjerkesser var omtycka av krimtatarerna som konkubiner, och Ebulgazi Bahadir uppgav att krimtatarer föredrog kvinnliga slavar som hustrur på grund av deras skönhet.
I det Osmanska Egypten, där manliga aristokrater ur den byråkratiska- och militära överklassen ofta själva hade en bakgrund som slavar från Kaukasus, köpte som frigivna män gärna konkubiner från Kaukasus som de sedan frigav och gifte sig med, då de ville ha hustrur av samma bakgrund som sig själva. 
De flesta konkubiner i Safavidernas harem i Iran var av georgiskt, armeniskt eller cirkassiskt ursprung, som togs krigsfångar under militärkampanjer, köptes på slavmarknaden, eller gavs som gåva av lokala potentater och ämbetsmän i provinserna. 
Slavar på Krim tilläts gå i kyrkan och gifta sig. Slavar som försökt rymma bestraffades med att bli bländade. De flesta slavar uppskattas ha varit av slaviskt ursprung. Kvinnliga slavar på Krim benämndes ofta difka eller maria, efter det slaviska ordet devka (ryska: flicka), och män för kopna (polska: chlop, ung man).
Det fanns flera sätt en slav kunde friges på; ofta skedde det vid konvertering, men ibland upprättade en slavägare ett kontrakt där slaven frigavs efter en specifik tidsperiod. En frigiven slav kvarblev ofta på Krim.
Den osmanska författaren Evlyia Celebi uppskattade på 1600-talet att Krim hade en befolkning på 400 000 slavar mot endast 187 000 muslimer.  Khanen Sahib Giray ägde 3 000 slavar (kul) vid sin död 1551.

### Upphörande
Slavhandeln på Krim upphörde när krimkhanatet lades under ryskt styre år 1774, och därefter helt utplånades och inkorporerades i Ryssland år 1783.
Krimtatarernas sista stora slavräd ägde rum år 1769 under det Rysk-turkiska kriget (1768–1774), när 20 000 slavar tillfångatogs.
I freden med Ryssland 1773 tilläts alla ryska slavar på Krim återvända hem utan att betala lösensumma. Efter Freden i Kjutjuk-Kajnardzji 1774 tilläts även alla icke ryska slavar och krigsfångar återvända hem utan att betala lösensumma. Att låta en sådan stor slavpopulation friges var ett sådant stort projekt att det inte kunde realiseras fort, och 1775 uppgavs tusentals slavar fortfarande finnas kvar medan många andra gett sig av. Enligt dokument från 1805 och 1811, då Krim sedan länge var ryskt, återstod fortfarande tusentals slavar (yasyr) på Krim.

### Följder och eftermäle
Slavräderna tunnade ut befolkningen i stäpperna mellan Moskva och Svarta havet, och bidrog till uppkomsten av kosackernas levnadsstil i detta område. Polen (som då inbegrep Litauen, Belarus och Ukraina), ska ha förlorat åtminstone en miljon personer tiden 1474–1694.
Det beräknas att åtminstone två miljoner människor (ungrare, polacker, rutener, ryssar, litauer, moldavier, valker, georgier, armenier och olika kaukasiska folk) såldes via denna handel mellan 1500 och 1700. Rika människor blev som regel erbjudna att bli friköpta av sina anhöriga och hölls som gisslan tills lösensumman anlände, varefter de tilläts resa hem med hjälp av ett pass om fri lejd. Fattiga människor gavs som gåvor till härskare och dignitärer eller såldes till slavhandlare som i sin tur sålde dem på slavmarknaden på Krim eller i Konstantinopel.

## Slavhandeln från Kaukasus 1800–1900

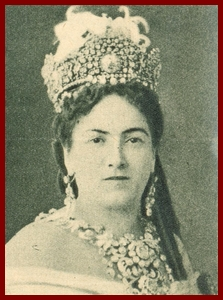
Jananiyar Hanim, offer för slavhandeln på Svarta havet.

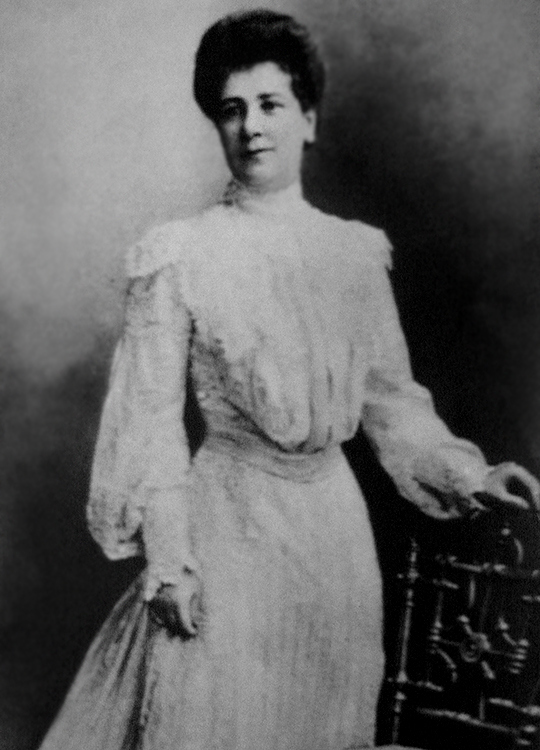
Neshedil Qadin, offer för slavhandeln på Svarta havet.

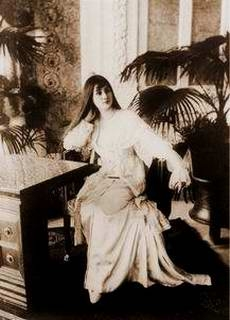
Ikbal Hanim, offer för slavhandeln på Svarta havet.

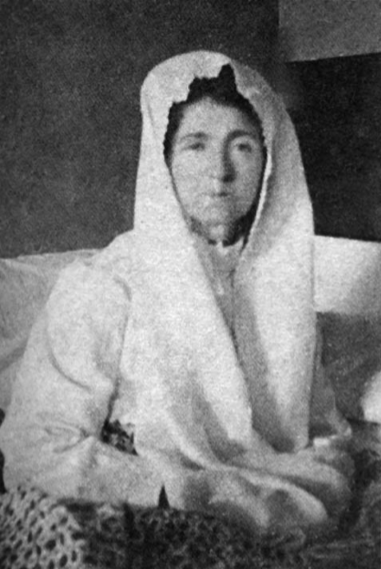
Mihrengiz Kadın, offer för slavhandeln på Svarta havet.

Se även: Tjerkessiska skönheter

### Bakgrund
Med erövringen av Krim, fortsatte slavhandeln mellan Kaukasus och Osmanska riket, nu som en separat slavhandeln, som inte längre gick via Krim. Från 1700-talet och framåt övergick den icke-afrikanska delen av slavhandeln till Osmanska riket från handel med österrikare-tyskar, ungrare och nordslaver till handel med "cirkasser".
Sexuellt slaveri var länge ett starkt fokus för slavhandeln till Arabvärlden.  Kvinnliga slavar var vanligare än manliga, och behandlades snarlikt och enligt samma regler och seder i hela Arabvärlden. De kvinnor som hamnade som konkubiner i en rik urban mans harem kunde, om de födde en son åt sin ägare, uppnå status som Umm Walad och därmed bli fria vid sin ägares död; de kvinnor som såldes till beduiner levde på samma sätt som de övriga kvinnorna i en beduins familj.
De kvinnor som såldes som tjänsteflickor till fattigare muslimer levde under sämre villkor, då de inte bara fick arbeta hårt och samtidigt utsattes sexuellt, utan dessutom ibland prostituterades av sina ägare; reproduktionen och livslängden för en slav var låg, då spädbarnsdödligheten hos slavar var hög, och kvinnliga slavar utnyttjades sexuellt redan som barn och sällan uppnådde fyrtioårsåldern.
I Mellanöstern användes främst svarta kvinnliga slavar till tjänare, medan vita kvinnor föredrogs som konkubiner. Mellanöstern försågs med vita kvinnor från dels slavhandeln på Barbareskkusten i väst, och Slavhandeln på Svarta havet i öster. När slavhandeln från Krimkhanatet upphörde på 1770-talet, och slavhandeln från barberskspiraterna upphörde efter barbareskskrigen i början av 1800-talet, uppstod en kris i Mellanösterns slavmarknad efter vita kvinnor till haremen. 

### Cirkassiska slavhandeln
Slavhandeln från Kaukasus brukar normalt sammanfattas som den "Cirkassiska slavhandeln" och syftar på "cirkasser", det vill säga tjerkesser. Även om tjerkesser var den vanligaste kategorin för slaveri, innefattade termen i själva verket många olika etniciteter från Kaukasus, såsom georgier och armenier. Ryssland erövrade Kaukasus mellan 1800 och 1864, och deras officiella politik var att avskaffa vad de kallade den "kaukasiska slavhandeln" i sina erövrade områden enligt ett beslut av år 1805.
Från slutet av 1700-talet blev Kaukasus huvudkällan för vita slavar till det Osmanska riket, och dessa benämndes som en sammanfattande benämning för "cirkasser". Termen syftade inte bara på tjerkesser, som var huvudkategorin, utan var en sammanfattande benämning på olika etniciteter från (särskilt norra) Kaukasus, så som georgier, adyge och abkhazier, på samma sätt som termen "Abessinier" syftade på svarta slavar.
När Krimkhanatet upphörde 1783 hade slavhandeln med kvinnor från Kaukasus initialt kopplats fri från Krim, och osmanska slavhandlare handlade istället direkt med Kaukasus via Svarta havet eller kuststräckan mellan Osmanska riket och Kaukasus. Vita kvinnor (normalt tjerkesser eller georgier) från Kaukasus, betingade ett betydligt högre pris än svarta kvinnor från den transsahariska slavhandeln, den indiskoceanska slavhandeln eller slavhandeln på Röda havet.
Slavhandeln från Kaukasus hade goda förutsättningar under denna tid på grund av krigföring och allmän instabilitet i området. Före den ryska erövringen av Kaukasus erkände många furstar och stamledare i Kaukasus den osmanska sultanens överhöghet och övergick till islam, och sålde sina egna livegna undersåtars barn till osmanska slavhandlare av ekonomiska skäl, då slavhandeln säkrade dessa stamfurstars ekonomi. Det uppges ha varit vanligt att föräldrar sålde sina barn (oftast döttrar) till slavhandlare på grund av fattigdom och den höga osmanska efterfrågan på vita slavflickor. Eftersom vita flickor normalt såldes för att bli hustrur eller konkubiner (som i sin tur kunde bli hustrur) till rika män, betraktades den cirkassiska slavhandeln som en form av äktenskapsförmedling och slavflickorna som "lärlingar" inför äktenskap.  Det påstås att barn ibland själva bad sina föräldrar att bli sålda för att på detta sätt kunna göra en klassresa på det enda sätt som stod öppet för dem. Tjerkessiska döttrar påstods ofta vara ivriga och villiga att säljas, och utländska besökare anmärkte att tjerkessiska flickor ofta skämtade och skrattade på slavmarknaden.
I fördraget i Adrianopel 1829 fick dock Ryssland kontrollen över forten längs kusten mellan Osmanska riket och Kaukasus, vilket stängde av slavhandeln med kvinnor från Kaukasus till Mellanöstern och fick priset på vita kvinnor på slavmarknaderna i Konstantinopel och Kairo att rusa i höjden.  Rysslands politik blev känd och väckte opposition i regionen. I januari 1829 sökte två konkubiner och en eunuck skydd hos Rysslands ambassadör Alexander Griboedov i Teheran, med hänvisning till att de var armenier och att Armenien nu tillhörde Ryssland; de hade därför rätt att bli fria från sitt slaveri hos shahen. Incidenten slutade med att en mobb stormade ambassaden och massakrerade ambassadören, slavarna och den övriga personalen, eftersom mobben motsatte sig slavarnas frigivning; den ryska ambassaden hade då redan frigivit åtskilliga slavar från Kaukasus 1828-29. 
I början av 1840-talet kom Ryssland och Osmanska riket överens om att Osmanska riket skulle upphöra med sina attacker på ryska fort vid Svarta havet. Detta skedde i utbyte mot att Ryssland tyst tolererade handeln med kvinnor från Kaukasus.
Under krimkriget förbjöds slavhandeln med vita kvinnor tillfälligt av Osmanska riket genom 1854 års firman, efter press från Frankrike och Storbritannien.
I mars 1858 informerade Trabzons guvernör den brittiska konsuln att det tidigare förbudet betraktades som en tillfällig krigsåtgärd som bara införts på grund av utländsk press, och att han hade fått order att inte förhindra genomfarten av slavskepp från Kaukasus, och i december 1858 utfärdades regler om att slavhandeln i fortsättningen skulle beskattas i Konstantinopel snarare än i Trabzon som förut. Detta innebar att slavhandeln nu åter var formaliserad och legitimerad.
Mellan 1856 och 1866 förvisade Ryssland åtminstone en halv miljon tjerkesser från Kaukasus. De tjerkessiska flyktingkolonierna i Istanbul och Mindre Asien fortsatte då att sälja sina döttrar i Osmanska riket. Det handlade då ofta om att tjerkesserna sålde döttrarna till sina egna tjerkessiska slavar till slavhandlare eller direkt till köpare. På 1860-talet hade handeln med tjerkessiska flickor till från Osmanska riket till Osmanska Egypten nått sitt maximum. Detta ledde också till att Osmanska riket började agera mot den Cirkassiska slavhandeln inom Osmanska riket; anledningen anges vara ett ogillande mot att denna kategori slavar hamnade "utomlands" snarare än inom Osmanska riket, då Egypten och andra provinser i själva verket utgjorde självstyrande riken. 
Slavhandeln med tjerkesser och georgier från själva Kaukasus fortsatte dock även efter 1860-talet. 1872–1873 rapporterade press och brittiska källor att tjerkessiska slavar nu transporterades av båtar – vissa av dem europeiska – över Svarta havet från Trabzon, Samsun och andra hamnar till Konstantinopel.
Osmanska riket importerade tiden 1800–1909 åtminstone 200 000 slavar från Kaukasus (oftast men inte enbart tjerkesser) varje år.
Medan osmanska myndigheter hade förbjudit handeln med afrikaner, var de betydligt mer ovilliga att förbjuda den cirkassiska handeln med vita flickor, som betraktades som en etablerad äktenskapshandel, och den fortsatte till det Osmanska rikets slut (1922).

### Ryska livegna
Den vita slavhandeln med kvinnor till Mellanöstern var lönsam. Det förekom även en försäljning av ryska livegna kvinnor till Mellanöstern via svartahavsregionen. Formellt sett var handel med ryska livegna utomlands inte laglig: redan på 1600-talet hade Ryssland förbjudit försäljning av ryska slavar utomlands, liksom inköpet av kristna slavar.
Exporten av ryska livegna gick särskilt till Osmanska riket och Persien, då de ofta fördes ut ur landet som "studenter och tjänare". 
Tsar Nikolaj I förbjöd 1842 slavhandel med afrikanska slavar i Ryssland, men inte handeln med ryska livegna, som förbjöds först med upphävandet av livegenskapen 1861.

### Slavmarknaden
Vita kvinnor betraktades som en lyxvara, då de var betydligt svårare att få tag på än svarta kvinnor, och det uppges att vita slavinnor kostade sex gånger så mycket som den etnicitet som ansågs "näst bäst". Som näst bäst sågs abessinska galla-kvinnor, vilka kunde kosta mellan en tiondel och en tredjedel så mycket priset på en vit kvinna, utifrån hur blek hennes hy var. Islam förbjöd att muslimer togs som slavar, men tillät att slavar som övergick till islam fortsatte att leva i slaveri: att många cirkassiska slavflickor var muslimer redan innan de blev slavar tolererades dock som en "öppen hemlighet".
New York Daily Times rapporterade i augusti 1856 att det ryska folkmordet i Kaukasus hade åstadkommit en inflation av vita ("cirkassiska") flickor på slavmarknaden i Istanbul, och att priserna på dessa hade sjunkit så mycket att män som tidigare endast hade haft råd att köpa afrikanska slavar nu kunde köpa vita flickor, och att de sålde sina förra svarta slavinnor för att få plats för vita, något som hade gjort att slavmarknaden också fick alltför många svarta kvinnor, som slavhandlarna inte ansåg möjliga att sälja. 
Vita kvinnor köptes både som konkubiner och som hustrur. Att köpa en hustru uppfattades som en god affär, eftersom det gjorde att familjen kunde förvänta sig en undergiven svärdotter, utan några egna pengar och utan några ingifta släktingar. Inom överklassen i särskilt Egypten och nuvarande Turkiet var en bakgrund som slav mycket vanlig för en hustru, och många av hustrurna till de osmanska sultanerna och egyptiska härskarna var just före detta tjerkessiska slavar. 
Detta bidrog till uppfattningen om att den "Cirkassiska slavhandeln" uppfattades mer som en typ av äktenskapsmarknad än slavhandel, och gjorde den till ett känsligt ämne för protesterande västerländska diplomater att närma sig. 
Tjerkessiska kvinnor såldes över hela den muslimska världen; prinsessan Emily Ruete av Zanzibar, som föddes 1844, hade en tjerkessisk slavinna till mor. 
Britterna framtvingade 1884 ett förbud av importen av vita kvinnor som slavar till Egypten. 
De flesta kvinnliga haremsslavar i Egypten vid denna tidpunkt bestod av så kallade cirkassiska skönheter från Kaukasus eller Georgien.
Abbas II av Egypten köpte år 1894 sex vita kvinnor till sitt harem, trots att praktiken sedan tio år tillbaka formellt var förbjuden.
Under 1800-talet, sedan den öppna slavmarknaden hade stängt, övergick slavhandeln till att äga rum inomhus: ifråga om cirkassiska slavflickor, såldes de ofta till kunden direkt i slavägarens bostad. Efter 1846 flyttade den cirkassiska slavhandeln in i slavhandlarnas egna privatbostäder: flickorna uppfostrades av slavhandlarens familj som "fosterdöttrar" till äktenskap, och såldes sedan via "äktenskapsförmedling" till köparna för pengar.
Att handeln 1846 flyttade inomhus innebar att den inte längre var märkbar för utlänningar och undvek internationell uppmärksamhet och kritik.
Utländska diplomater uppfattade det som betydligt mer känsligt att kritisera den cirkassiska slavhandeln än den afrikanska slavhandeln, eftersom den afrikanska slavhandeln handlade med män och kvinnliga grovarbetare, men ifråga om den cirkassiska slavhandeln handlade det om en äktenskapsförmedling, och många av överklassens män var gifta med kvinnor som ursprungligen hade köpts som slavar.

### Upphörande
Formellt förbjöds slavhandeln i Osmanska riket 1908, men förbudet gällde endast på papperet. Slavhandeln med kvinnor från Kaukasus till haremen i Mellanöstern fortsatte till in på 1900-talet, då det var människohandel i liten skala. Det tolererades i praktiken av myndigheterna, då förbudet hade införts främst av diplomatiska skäl och inte för att tillämpas.   
Slavhandeln upprätthölls under en form av äktenskapsförmedling. Den amerikanska journalisten E. Alexander Powell rapporterade 1912 att slavhandeln från Kaukasus till haremen i Nordafrika fortfarande pågick. Den tolererades av myndigheterna eftersom det inte gick att kontrollera haremen, och han skrev att när en rik man ville utöka sitt harem:
"...he applies to one of the well-known dealers in Tetuan, Tripoli or Trebizond, a marriage contract is drawn up, and all the ceremonies of legal wedlock are gone through by proxy. By resorting to these fictious marriages and similar subterfuges, the owner of a harem may procure as many slaves, white, brown or black, as he wishes, and once they are whithin the walls of his house, noone can possibly interfere to release them, for, the polic being under no conditions permitted to violate the privance of a harem, there is obviously no safeguard for the liberty, or even then lives, ot its inmates. As a result of this sustem, a constant stream of female slaves - fair-haired beauties from Georgia and Circassia, brown-skinned Arab girls from the borders of the Sahara, and negresses from Equatoria - trickles in to the North African coast towns by various roundabaout channels, and though the European officials are perfectly well aware of this conditions of things, they are poverwless to end it. The women thus obtained, though nominally wives, are in reality slaves, for they are bought for money, they are not consulted about their sale, they cannot go away if they are discontented, and their very lives are at the disposal of their masters. If that is not slavery, I dont know what is".
Slavhandeln med vita flickor till haremen i Kuwait (normalt armeniska eller georgiska flickor från Kaukasus) förbjöds formellt 1924. Så sent som 1928 upptäcktes dock sextio vita slavflickor i landet.
Afrikanska kvinnor användes främst som tjänare. När vita kvinnor efter 1800-talets mitt blev alltmer sällsynta på marknaden, blev istället baluchier och "röda" abessinska kvinnor (oromo och sidama) huvudmålet för sexuellt slaveri. Detta fortgick i Arabvärlden till långt in på 1900-talet (slaveri i Oman förbjöds så sent som 1970).